# 坂西利八郎
坂西利八郎（1871年2月5日—1950年5月30日），漢名班志超，日本和歌山县人，日本的陸軍軍人、政治家。陸軍中将军衔。貴族院議員。素有“中国通”之称。

## 生平
和歌山县出身。父亲是炮兵大尉坂西良一。陸軍幼年学校毕业。1891年（明治24年）7月、陸軍士官学校（2期）毕业。翌年3月、任し野炮兵第6联队付少尉。1895年（明治28年）2月至翌年3月参加日清战争。1896年（明治29年）11月、陸軍炮工学校高等科毕业。之后，1900年（明治33年）12月、陸軍大学校（14期）優等毕业生。
在日本参謀本部任参謀本部員、清国差遣、满洲偵察、袁世凯顧問等职。1908年（明治41年）5月回国。历任出使欧州、野砲兵第12联队付、野砲兵第9联队长、参謀本部付（驻在北京）。1917年（大正6年）8月、晋升为陸軍少将。
1921年（大正10年）7月、進級陸軍中将。1923年（大正12年）1月、任黎元洪大总统的顧問。翌年9月、任北京政府顾问。1927年（昭和2年）4月编入预备役。1927年4月至1946年（昭和21年）5月成为貴族院議員。

## 家庭
- 養嗣子 坂西一良（陸軍中将）
- 弟 坂西又八（海軍大佐）・坂西平八（陸軍少将）

## 著作
- 『隣邦を語る - 坂西将軍講演集』坂西将軍講演集刊行会、1933年。